# Мальвьес
Мальвье́с (фр. Malviès) — коммуна во Франции, находится в регионе Лангедок — Руссильон. Департамент коммуны — Од. Входит в состав кантона Алень. Округ коммуны — Лиму.
Код INSEE коммуны — 11216.

## Население
Население коммуны на 2008 год составляло 368 человек.
| 1962 | 1968 | 1975 | 1982 | 1990 | 1999 | 2008 |
| ---- | ---- | ---- | ---- | ---- | ---- | ---- |
| 310  | 324  | 259  | 263  | 257  | 268  | 368  |

## Экономика
В 2007 году среди 205 человек в трудоспособном возрасте (15—64 лет) 152 были активными, 53 — неактивными (показатель активности — 74,1 %, в 1999 году было 70,1 %). Из 152 активных работали 139 человек (72 мужчины и 67 женщин), безработных было 13 (4 мужчины и 9 женщин). Среди 53 неактивных 13 человек были учениками или студентами, 20 — пенсионерами, 20 были неактивными по другим причинам.